# Collarada
Collarada és un pic del Pirineu aragonès de 2.886 metres d'altitud sobre el nivell del mar, enclavat al municipi de Villanúa (Osca, Espanya). És la màxima altura de la comarca de la Jacetània i un dels cims més impactants de Pirineu per la seva àmplia visibilitat.

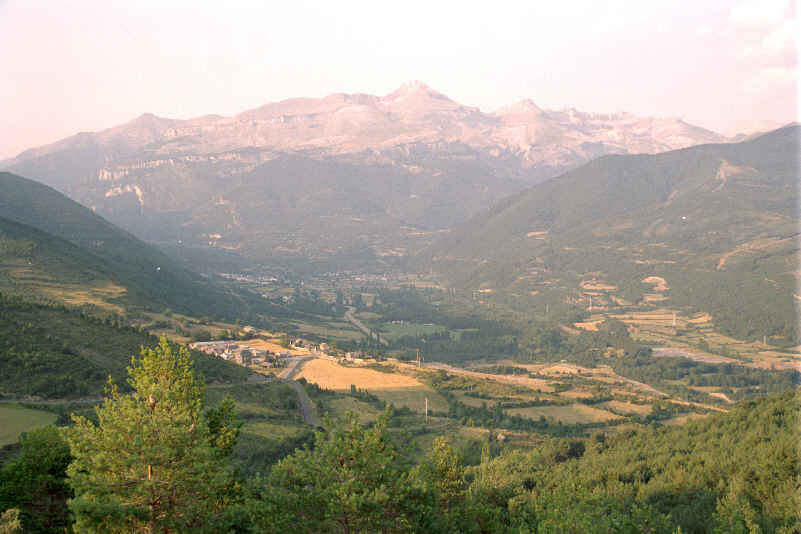
Imatge de Collarada presa des del turó d'Angèle

Es troba dins del que geològicament es denominen serres interiors del Pirineu i forma part del Circ d'Ip, en el centre es troba l'ibón (llac) glacera del mateix nom.
La composició d'aquesta mola, la roca calcària, fa que pel pas del temps, les glaciacions i l'aigua, contingui un complex sistema càrstic compost de diverses grutes, avencs i fosses que segueixen modificant per l'efecte de l'aigua que recorre el seu interior en forma de rius, llacs i sifons.
Destaquen entre les formacions càrstiques de Collarada:
- La Cova de Les Güixas o grutes velles, oberta al públic i explotada turísticament.
- La Font escàndol
- La fossa Vernero
- La fossa de l'Infern o Buxaquera a 2500m d'alçada, profunditat de 714 mi 2400 m de desenvolupament.
- La font d'en paco

## Esport
El Grup de Muntanya de Sabiñánigo havia organitzat durant diversos anys en el mes de setembre un dur Biatló que consistia en un tram de bicicleta, Sabiñánigo-Acumuer i un altre a peu Acumuer-Collarada que entre anada i tornada suposaven recórrer 60 km i salvar un desnivell acumulat de més de 2.100 metres. Aquesta dura prova va tenir la seva setena i última edició el 2004.
Collarada és ben conegut a l'hivern pels pendents del seu vessant sud, no excessivament dures, que permeten als amants de la muntanya practicar esquí de muntanya, tot i que les allaus suposen un greu perill que han arribat a costar vides de muntanyencs, com la que es va produir el 9 de gener de 2010 amb tres morts.
El 17 de juliol de 2011 el ajuntament de Villanúa va organitzar la primera cursa d'esport extrem 2 kV (2 quilòmetres Verticals), que transcorre entre el nucli urbà de Villanúa i el bec amb un total de 17 km i un desnivell de 2.016 m. 